# Anton Švajlen
Anton Švajlen, né le 3 décembre 1937 à Solčany est un footballeur tchécoslovaque. Il évoluait au poste de gardien de but.

## Biographie

### En club
Anton Švajlen garde les cages du FC VSS Košice de 1959 à 1975,.
Il est l'un des rares gardiens à s'illustrer en marquant des buts pour son équipe, tirant parfois les pénalties.
En compétitions européennes, il dispute au total 4 matchs pour un but marqué en Coupe UEFA. Lors de l'édition 1971-1972, au premier tour retour, il inscrit un but sur pénalty contre le Spartak Moscou.

### En équipe nationale
Anton Švajlen fait partie de l'équipe de Tchécoslovaquie médaillée d'argent aux Jeux olympiques 1964, il dispute un match contre le Brésil en phase de poule.

## Palmarès
Tchécoslovaquie olympique
- Jeux olympiques :
  -  Argent : 1964.